# LOVE★GUN
《LOVE★GUN》為平野綾的第4張單曲。
由King Records於2007年10月10日發售。

## 概要
- 附有收錄了單曲同名曲的音樂錄影帶DVD。
- 第1首的LOVE★GUN為與黑須克彦初次共同合作，也是平野綾首次擔任作詞的樂曲。
- 『LOVE★GUN』的PV裡可以看到負責編曲和吉他的nishi-ken彈吉他的樣子。
- 主題為「破壞（crash）」。

## 收錄曲
1. LOVE★GUN [3:51]
  - 作詞：平野綾／作曲：黑須克彦／編曲：nishi-ken、黑須克彦
  - 吉他：nishi-ken、貝斯：黑須克彦
2. GLITTER [3:42]
  - 作詞：こだまさおり／作曲：黑須克彦／編曲：nishi-ken
  - 吉他：nishi-ken、貝斯：黑須克彦
3. LOVE★GUN（off vocal）
4. GLITTER（off vocal）